# Leptodactylodon erythrogaster
Espèce
Statut de conservation UICN

 CR B1ab(iii) : 
En danger critique
Leptodactylodon erythrogaster est une espèce d'amphibiens de la famille des Arthroleptidae.

## Répartition
Cette espèce est endémique du Cameroun. Elle se rencontre sur le mont Manengouba de 1 550 à 1 800 m d'altitude.

## Publication originale
- Amiet, 1971 "1970" : Espèces nouvelles ou mal connues de Leptodactylodon (Amphibiens Anoures) de la Dorsale camerounaise. Annales de la Faculté des Sciences du Cameroun, vol. 5, p. 57-81.